# جاك كونور
جاك كونور (بالإنجليزية: Jack Connor)‏ (21 ديسمبر 1919 في المملكة المتحدة - 5 ديسمبر 1998 بستوكبورت في المملكة المتحدة) هو لاعب كرة قدم بريطاني (وحمل سابقاً جنسية المملكة المتحدة لبريطانيا العظمى وأيرلندا) في مركز الهجوم. لعب مع أردز وإيبسويتش تاون وبرادفورد سيتي وستوكبورت كونتي ونادي روتشديل ونادي كارلايل يونايتد ونادي كرو ألكساندرا ونادي رانكورن هالتون ونادي ألبيون روفرز.